# ۱۰۸ دلو
۱۰۸ دلو یک ستاره است که در صورت فلکی دلو قرار دارد.